# HS3ST3B1
HS3ST3B1 (англ. Heparan sulfate-glucosamine 3-sulfotransferase 3B1) – білок, який кодується однойменним геном, розташованим у людей на короткому плечі 17-ї хромосоми. Довжина поліпептидного ланцюга білка становить 390 амінокислот, а молекулярна маса — 43 324.
| 10         |  | 20         |  | 30         |  | 40         |  | 50         |
| ---------- |  | ---------- |  | ---------- |  | ---------- |  | ---------- |
| MGQRLSGGRS |  | CLDVPGRLLP |  | QPPPPPPPVR |  | RKLALLFAML |  | CVWLYMFLYS |
| CAGSCAAAPG |  | LLLLGSGSRA |  | AHDPPALATA |  | PDGTPPRLPF |  | RAPPATPLAS |
| GKEMAEGAAS |  | PEEQSPEVPD |  | SPSPISSFFS |  | GSGSKQLPQA |  | IIIGVKKGGT |
| RALLEFLRVH |  | PDVRAVGAEP |  | HFFDRSYDKG |  | LAWYRDLMPR |  | TLDGQITMEK |
| TPSYFVTREA |  | PARISAMSKD |  | TKLIVVVRDP |  | VTRAISDYTQ |  | TLSKRPDIPT |
| FESLTFKNRT |  | AGLIDTSWSA |  | IQIGIYAKHL |  | EHWLRHFPIR |  | QMLFVSGERL |
| ISDPAGELGR |  | VQDFLGLKRI |  | ITDKHFYFNK |  | TKGFPCLKKA |  | EGSSRPHCLG |
| KTKGRTHPEI |  | DREVVRRLRE |  | FYRPFNLKFY |  | QMTGHDFGWD |  |            |

A: Аланін

C: Цистеїн

D: Аспарагінова кислота

E: Глутамінова кислота

F: Фенілаланін

G: Гліцин

H: Гістидин

I: Ізолейцин

K: Лізин

L: Лейцин

M: Метіонін

N: Аспарагін

P: Пролін

Q: Глутамін

R: Аргінін

S: Серин

T: Треонін

V: Валін

W: Триптофан

Кодований геном білок за функцією належить до трансфераз. 
Локалізований у мембрані, апараті гольджі.